# Шандола
Шандола́ (фр. и окс. Chandolas) — коммуна во Франции, находится в регионе Рона — Альпы. Департамент коммуны — Ардеш. Входит в состав кантона Жуайёз. Округ коммуны — Ларжантьер.
Код INSEE коммуны — 07053.
В состав коммуны входит три деревни, каждая со своей оригинальной архитектурой: Шандола, Мезоннёв, расположенная на дороге Алес — Обена, и Ле-Мартен/Лангарнейр.

## Население
Население коммуны на 2008 год составляло 450 человек.
| 1962 | 1968 | 1975 | 1982 | 1990 | 1999 | 2008 |
| ---- | ---- | ---- | ---- | ---- | ---- | ---- |
| 407  | 411  | 394  | 383  | 366  | 342  | 450  |

## Экономика
В 2007 году среди 260 человек в трудоспособном возрасте (15—64 лет) 188 были экономически активными, 72 — неактивными (показатель активности — 72,3 %, в 1999 году было 63,9 %). Из 188 активных работали 162 человека (88 мужчин и 74 женщины), безработных было 26 (10 мужчин и 16 женщин). Среди 72 неактивных 14 человек были учениками или студентами, 40 — пенсионерами, 18 были неактивными по другим причинам.

## Фотогалерея

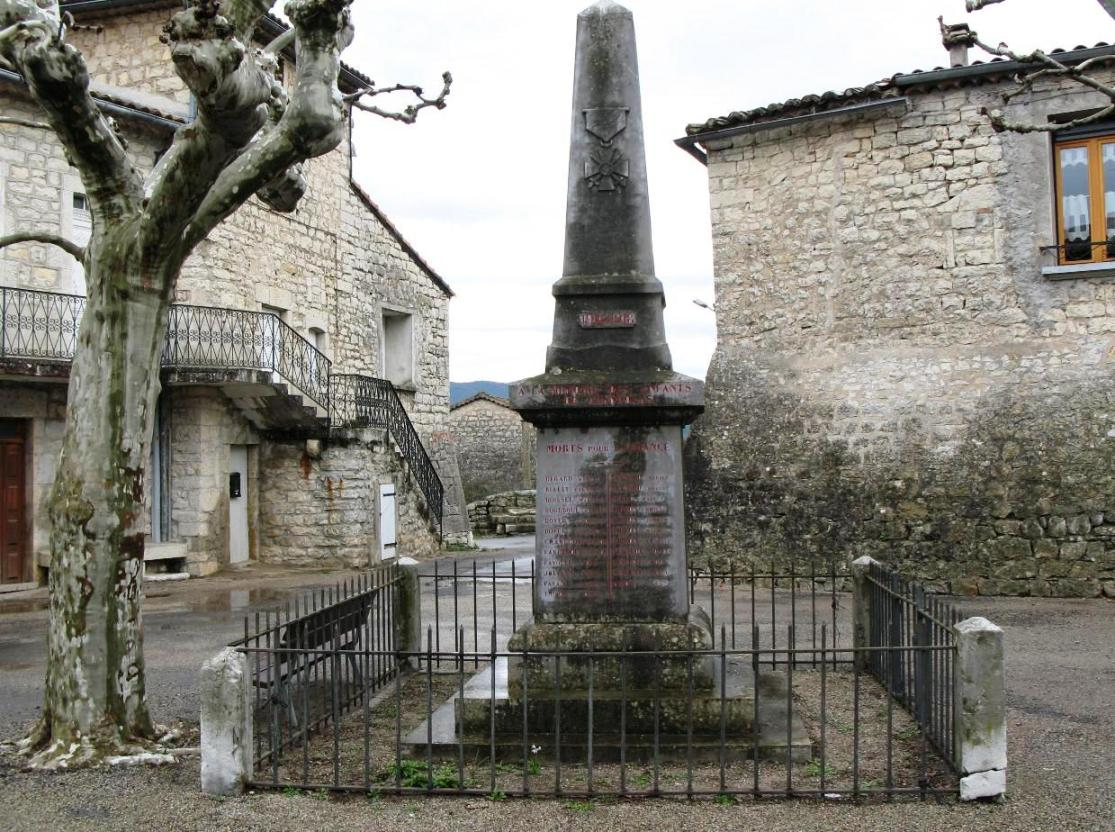
Памятник погибшим в Первой мировой войне
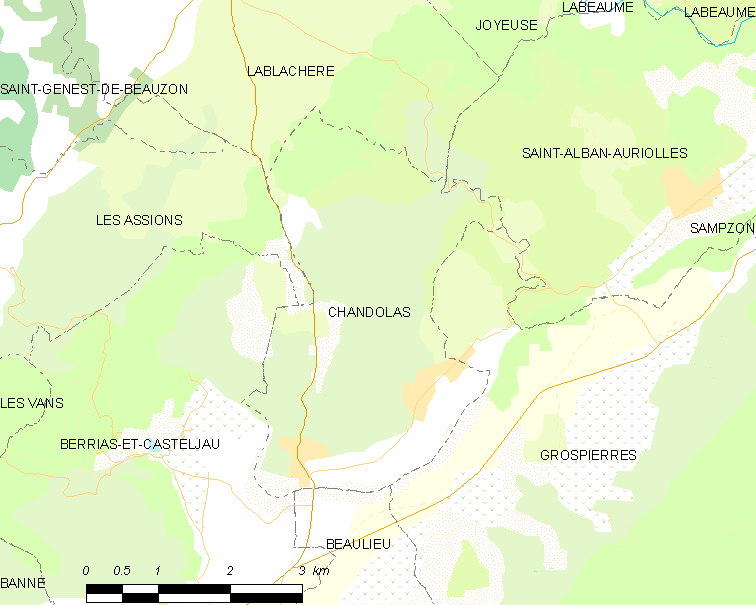
Карта коммуны